# Turniej o Wielką Nagrodę Browaru Królewskiego Krušovice
Turniej o Wielką Nagrodę Browaru Królewskiego Krušovice (cz. Velká cena Královského pivovaru Krušovice) – turniej żużlowy sponsorowany przez Královský pivovar Krušovice, rozgrywany na torze w Slaným w latach 2000-2008.

## Historia

### 2000
Pierwsza edycja turnieju rozegrana została z okazji 50-lecia klubu AK Slaný. Pula nagród wyniosła 200 tysięcy CZK, a główną nagrodą był motocykl Jawa. Zawody zostały rozegrane w 20-osobowej obsadzie z zawodnikami czeskimi, polskimi, węgierskimi, niemieckimi i łotewskimi. Mały finał wygrał Jacek Rempała, przed Robertem Králem, Karelem Průšą i Karolem Malechą. W wielkim finale od krawężnika pola startowe zajęli: Jiří Štancl, Krzysztof Cegielski, László Szatmári i Róbert Nagy. Wygrał prowadzący od startu do mety Nagy, przed Cegielskim i Štanclem, obchodzącym tego dnia 25. urodziny.

### 2001
Kolejna edycja turnieju odbywa się 2 dni po Zlatej Přilbie i dzień po memoriale Luboša Tomíčka. Kluczowym dla zawodów był bieg 10., w którym prowadził Nagy, tuż za nim był Ułamek, który zbliżył się kierownicą na wysokość tylnego koła Węgra. Nagy wygrał zawody z kompletem punktów przed Ułamkiem. Polak z kolei wygrał w biegu dodatkowym o 2. miejsce z Miroslavem Fenclem. Pozostałe miejsca reprezentantów Czech: 5. Lubomír Batelka, 7. Martin Kubeš, 12. Roman Kubeš, 15. Patrik Linhart.

### 2002

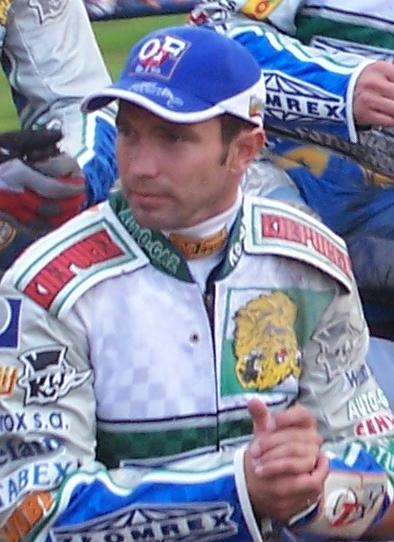
Sebastian Ułamek jako jedyny wygrał turniej trzykrotnie

Tym razem turniej rozegrano w przeddzień Grand Prix Czech w Pradze. Ze względu na zakończenie kariery przez Roberta Nagya, spowodowane skomplikowanym złamaniem obu nóg podczas eliminacji do cyklu Grand Prix 2003 rozgrywanych w Mšenie nie mógł on kontynuować passy dwóch zwycięstw. Poza Czechami udział wzięli żużlowcy z Wielkiej Brytanii, Danii, Szwecji, Polski, Niemiec i Słowenii. W biegu dodatkowym o 1. miejsce wygrał  startujący z pola wewnętrznego Antonín Šváb, pokonując Wiesława Jagusia. Bieg dodatkowy rozegrano także o trzecie miejsce, w którym Tomasz Bajerski pokonał Davida Howe i Stuarta Robsona. Pozostałe miejsca reprezentantów Czech: 10. Miroslav Fencl, 13. Lubomír Batelka, 15. Jan Hlačina, 16. René Juna, jako zawodnik rezerwowy na torze nie zaprezentował się Roman Kubeš.

### Od 2003
Począwszy od czwartej edycji turniej odbywał się w formie 3 biegów dodatkowych (2 półfinały i finał) do zawodów Extraligi. Wygrał Sebastian Ułamek, przed Miroslavem Fenclem, Matejem Ferjanem i Mariuszem Węgrzykiem. W 2004 zawody ponownie miały odbyć się w formie samodzielnego turnieju 18 sierpnia, ale ostatecznie odbyły się 1 wrześnie w podobnej formule co rok wcześniej, oraz w kolejnych latach, aż do 2008 roku, kiedy rozegrano je po raz ostatni.

## Wyniki
| Edycja | Data                | 1. miejsce       | 2. miejsce          | 3. miejsce       | Źr.    |
| ------ | ------------------- | ---------------- | ------------------- | ---------------- | ------ |
| 1.     | 19 sierpnia 2000    | Róbert Nagy      | Krzysztof Cegielski | Jiří Štancl      | [ 1 ]  |
| 2.     | 9 października 2001 | Róbert Nagy      | Sebastian Ułamek    | Miroslav Fencl   | [ 1 ]  |
| 3.     | 19 lipca 2002       | Antonín Šváb     | Wiesław Jaguś       | Tomasz Bajerski  | [ 1 ]  |
| 4.     | 24 września 2003    | Sebastian Ułamek | Miroslav Fencl      | Matej Ferjan     | [ 1 ]  |
| 5.     | 1 września 2004     | Sebastian Ułamek | Richard Wolff       | Miroslav Fencl   | [ 1 ]  |
| 6.     | 31 sierpnia 2005    | Zdeněk Simota    | Andrzej Huszcza     | Miroslav Fencl   | [ 8 ]  |
| 7.     | 7 czerwca 2006      | Sebastian Ułamek | Hynek Štichauer     | Věroslav Kollert | [ 9 ]  |
| 8.     | 27 czerwca 2007     | Zdeněk Simota    | Filip Šitera        | Matěj Kůs        | [ 10 ] |
| 9.     | 18 czerwca 2008     | Matěj Kůs        | Patrik Linhart      | Jan Holub        | [ 11 ] |